# Nota
|  | Per a altres significats, vegeu «Nota (desambiguació)». |

El terme nota musical s'empra per referir-se a un tipus de so musical que, amb unes característiques definides com ara l'altura i la durada, forma part d'una escala.

## Nomenclatura

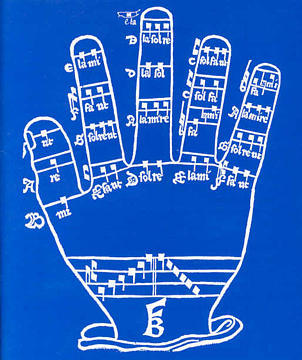
Mà guidoniana. Sistema mnemotècnic medieval, de Guido d'Arezzo (s. XI), utilitzat per ajudar els cantants a llegir a primera vista

Els noms de les notes musicals deriven del popular poema religiós "Ut queant laxis" de l'edat mitjana:
UT queant laxis
REsonare fibris
MIra gestorum
FAmuli tuorum
SOLve polluti
LAbii reatum
Sancte Ioannes
El monjo Guido d'Arezzo desenvolupà una aproximació a la notació actual assignant els noms actuals a les notes, i la notació de quatre línies, en lloc d'una sola com es feia anteriorment.
Al segle xvi es va afegir la nota musical SI, i en el segle xviii es canvià el nom de UT per DO (del llatí Dominus: Senyor). També dins aquest procés s'afegí una cinquena línia, amb la qual cosa es va arribar fins al pentagrama usat en l'actualitat.
Aquest exemple mostra una escala en do major, ascendent i descendent.
Amb l'evolució del llenguatge musical del sistema occidental original que avui dia anomenem sistema de notació musical llatí, se n'han derivat dues variants principals (val a dir que molt similars entre si): sistema de notació musical anglès, i el sistema de notació alemany.
En el cas de l'escala anterior, la nomenclatura de les notes és: 
- Do re mi fa sol la si, segons el sistema de notació musical llatí
- C D E F G A B, segons el sistema de notació musical anglès.
- C D E F G A H segons el sistema alemany

## Altura
La convenció de nomenclatura de nota també especifica qualsevol alteració i un número d'octava. Qualsevol nota està a una distància d'un nombre enter de semitons del la central (La 3).
Anomenem n la distància de la nota respecte el La 3. Si la nota està per sobre, llavors n és positiu. Si està per sota, n és negatiu. En el temperament igual la freqüència de la nota La 3 és:
{\displaystyle f=2^{n/12}\times 440\,{\text{Hz}}\,}
Per exemple, per trobar la freqüència del Do 4, podem fer el següent càlcul: hi ha tres semitons entre La 3 i Do 4 (La 3 → La # 3 → Si 3 → Do 4) i, com que la nota està per sobre de La 3, n = 3. Aleshores, la freqüència de la nota serà:
{\displaystyle f=2^{3/12}\times 440\,{\text{Hz}}\approx 523.2\,{\text{Hz}}}
Per a trobar la freqüència d'una nota que està per sota de La 3, el valor de n és negatiu. Per exemple, el Fa per sota de La 3 és el Fa 3. Hi ha quatre semitons entre si (La 3 → La♭3 → Sol 3 → Sol♭3 → Fa 3) i la nota està per sota, per tant, n = -4. La freqüència de la nota serà:
{\displaystyle f=2^{-4/12}\times 440\,{\text{Hz}}\approx 349.2\,{\text{Hz}}}

## Durada
Tota nota musical sempre ve representada per un signe (figura) que n'indica la durada del so.
Es pren com a unitat la rodona, que rep el nombre 1, i la resta van doblant el nombre d'unitats per sumar la mateixa duració que la rodona (1 rodona = 2 blanques = 4 negres...). El valor que se li dona a cada símbol serà el que determinarà la unitat de compàs musical. Per exemple, el compàs de 2/4 indica que consta de dues unitats (2) i que la unitat del compàs serà la negra (4).
| Nota           | Silenci                   | Nom            | Valor | Equivalència |
| -------------- | ------------------------- | -------------- | ----- | ------------ |
| Rodona         | Silenci de rodona         | rodona         | 1     | 4 negres     |
| Blanca         | Silenci de blanca         | blanca         | 2     | 2 negres     |
| Negra          | Silenci de negra          | negra          | 4     | 1 negra      |
| Corxera        | Silenci de corxera        | corxera        | 8     | 1/2 negra    |
| Semicorxera    | Silenci de semicorxera    | semicorxera    | 16    | 1/4 negra    |
| Fusa           | Silenci de fusa           | fusa           | 32    | 1/8 negra    |
| Semifusa       | Silenci de semifusa       | semifusa       | 64    | 1/16 negra   |
| Garrapatea     | Silenci de garrapatea     | garrapatea     | 128   | 1/32 negra   |
| Semigarrapatea | Silenci de semigarrapatea | semigarrapatea | 256   | 1/64 negra   |

## Escales i intervals
Les set notes esmentades formen l'escala diatònica. A aquestes notes s'hi poden afegir cinc notes (les quals, de fet, formen una escala pentatònica), i s'obté llavors l'escala cromàtica (12 notes). A l'escala cromàtica només hi ha una diferència d'un semitò entre cada parell de notes seguides.
Per escriure les 12 notes de l'escala cromàtica, les 7 notes esmentades han de ser modificades per alteracions, que poden figurar a l'armadura per indicar la tonalitat de la peça, o en el curs del passatge.
Els intervals musicals corresponents a cadascuna de les set notes diatòniques són:
| Nota musical | Segona            | Tercera            | Quarta                | Cinquena                | Sisena            | Setena            |
| do           | re: segona major  | mi: tercera major  | fa: quarta justa      | sol: cinquena justa     | la: sisena major  | si: setena major  |
| re           | mi: segona major  | fa: tercera menor  | sol: quarta justa     | la: cinquena justa      | si: sisena major  | do: setena menor  |
| mi           | fa: segona menor  | sol: tercera menor | la: quarta justa      | si: cinquena justa      | do: sisena menor  | re: setena menor  |
| fa           | sol: segona major | la: tercera major  | si: quarta augmentada | do: cinquena justa      | re: sisena major  | mi: setena major  |
| sol          | la: segona major  | si: tercera major  | do: quarta justa      | re: cinquena justa      | mi: sisena major  | fa: setena menor  |
| la           | si: segona major  | do: tercera menor  | re: quarta justa      | mi: cinquena justa      | fa: sisena menor  | sol: setena menor |
| si           | do: segona menor  | re: tercera menor  | mi: quarta justa      | fa: cinquena disminuida | sol: sisena menor | la: setena menor  |
| ------------ | ----------------- | ------------------ | --------------------- | ----------------------- | ----------------- | ----------------- |

## Vegeu
- Escala temperada
- Escala pitagòrica
- Escala justa
- Figura musical
- Notació musical
- Giovanni Battista Doni